# Малчанска парохија
Малчанска парохија једна је од локалних православних заједница у саставу Епархије нишке, са седиштем у селу Малча. Овој парохији припадају Храм Свете Петке у Малчи, Храм Светог великомученика Димитрија у Пасјачи, Храм Свете Тројице у Горњој Врежини, Параклис Светог архиђакона и првомученика Стефана у Јасеновику и Храм Рођења Светог Јована Крститеља у селу Ореовац.